# Kurier
Kurier is een historisch Duits motorfietsmerk, dat ook als Hanfland bekend was. De Duitse fabriek bouwde 143 cc tweetakten, die zowel als Hanfland en als Kurier verkocht werden. De blokjes werden ook door andere merken ingebouwd.
Kurt Hanfland ontwierp voor BMW the "Kurier" motor, een kleine tweetakt, 148-cc motor. De motor maakte uiteindelijk onderdeel van een motorfiets genaamd de "Flink". De zware fiets met zijn te zwakke motor vereiste krachtig trappen om te kunnen starten. De Flink faalt en wordt nooit verkocht onder de BMW naam. 